# Pleione (Mythologie)
Pleione (altgriechisch Πληιόνη Plēiónē, latinisiert Plione) ist in der griechischen Mythologie eine Tochter des Okeanos und der Tethys, also eine Okeanide.
Pleione war Gattin des Titanen Atlas und hatte mit ihm sieben Kinder, die Plejaden. Diese erhielten laut einer verbreiteten Sagenfassung ihren Namen nach demjenigen ihrer Mutter. Außerdem gelten Hyas und dessen Schwestern, die Hyaden, als Kinder der Pleione. Eine Sagenversion berichtet, dass der Riese und Jäger Orion Pleione oder deren Töchter, die Plejaden, aus Lüsternheit verfolgte. Deshalb flohen die Plejaden vor Orion, wurden zu ihrer Rettung von Zeus in Sterne verwandelt und sind als „Siebengestirn“ am Himmel zu beobachten. Unklar ist, ob auch Pleione selbst mit ihren Töchtern an den Himmel versetzt wurde. In anderen mythologischen Quellen wird Pleione als Aithra bezeichnet.
Siehe auch den gleichnamigen Stern Pleione.